# Space Rogue
Space Rogue (in Japan スペースローグ) ist ein Science-Fiction-Computerspiel, entwickelt und veröffentlicht vom US-amerikanischen Entwicklerstudio Origin Systems im Jahr 1989, hauptverantwortlicher Game Designer war Paul Neurath. Space Rogue kombiniert Elemente der Weltraum-Flugsimulationen mit dem Genre der Computer-Rollenspiele. Das Spiel erschien ursprünglich für Apple II und Commodore 64, später wurde es auf die Plattformen MS-DOS, Mac OS, Amiga, Atari ST, PC-98, X68000 und FM Towns portiert. Space Rogue gilt als geistiger Vorgänger zu Origins Wing-Commander-Reihe.

## Handlung
Der Spieler übernimmt die Rolle eines Crewmitglieds an Bord des Raumschiffs „Princess Blue“, das ausgeschickt wurde, ein herrenlos umhertreibenden Raumschiff namens „Jolly Roger“ zu untersuchen. Obwohl der Hintergrund der Spielerfigur im Spiel selbst weitestgehend ausgespart wird, wird er im Handbuch des Spiels als Neil Shapiro bezeichnet, der einzige Sohn eines berühmten Juweliers aus dem sogenannten Far Arm. Während er an Bord der „Jolly Roger“ geht, greift eine Gruppe Aliens, Manchis genannt, die „Princess Blue“ an und zerstört sie. Als einziger Überlebender auf der Jolly Roger, mit wenig Geld und auf sich allein gestellt, bestimmt nun der Spieler den Spielverlauf. Er kann als Pirat, Kopfgeldjäger und interstellarer Händler tätig werden oder sich in die interplanetare Politik einmischen.

## Spielprinzip
Das Spiel wechselt perspektivisch zwischen der traditionellen Überblicksperspektive in Rollenspielen (z. B. Ultima) und mehreren unterschiedlichen 3D-Perspektiven der Weltraumflugsimulation (vgl. Elite). Zur Auswahl stehen hier eine First-Person-Cockpitansicht, eine Third-Person-Perspektive von hinter dem Raumschiff und eine sog. Cinematic-Perspektive.
Der Spieler bereist im Verlauf des Spiels Raumschiffe, Weltraumstationen, entfernte Außenposten und Planeten. Zur Reise benutzt er das System der auf Wurmlöchern basierenden Malir Gates. Die Reise wird in Form eines Minispiels inszeniert, das der Spieler erfolgreich absolvieren muss, andernfalls wird die Reise durch das Wurmloch unterbrochen. In den Weltraumbars ist ein weiteres Mini-Arcadespiel namens Hive! eingebaut. Es handelt sich dabei um einen Top-Down-Shooter, in dem der Spieler auftauchende Manchis-Aliens abschießen muss. Übersteht der Spieler fünf Runden, erhält er dafür Krediteinheiten der Spielwährung, die er für den weiteren Spielverlauf nutzen kann.

## Entwicklung
In einer Pressemitteilung bezeichnete Origin Space Rogue noch als „das erste seiner Art im Bereich der Science-Fiction/3D-Weltraum-Flugsimulationen“. Das für seine Rollenspiele bekannte Unternehmen deutete an, dass Space Rogue als Beginn einer Serie geplant war („Ultima in Space“), stattdessen wurde jedoch das ein Jahr nach Space Rogue veröffentlichte und äußerst erfolgreiche Wing Commander fortgesetzt. Entwickler Paul Neurath verließ Origin im Jahr der Veröffentlichung, um sein eigenes Entwicklerstudio Blue Sky Productions (später bekannt als Looking Glass Studios) zu gründen und ein Rollenspiel mit Echtzeit-3D-Grafik zu entwickeln, das 1992 als Ultima Underworld auf den Markt kam.
Das Spiel wurde vom japanischen Unternehmen ウエーブトレイン (Wave Brain) in Japan für verschiedene Heimcomputersysteme veröffentlicht. Dabei wurden auch einige Anpassungen vorgenommen. Für die FM-Towns-Version wurde das Intro neu erstellt, mit schwächeren Animationen und neuen Illustrationen, dazu in japanischer Schrift. Diese Fassung hat außerdem Hintergrundmusik in CD-Qualität.

## Rezeption
Das Spiel erhielt zumeist positive Kritiken. Im Rollenspielmagazin Dragon #153 vergaben die Tester Hartley, Patricia und Kirk Lesser 4,5 von 5 Sternen. Das US-Spielemagazin Computer Gaming World bezeichnete Space Rogue als “an interesting blend of arcade action, role-playing interaction and economic strategy” (deutsch: „[…] eine interessante Mischung aus Arcade-Action, rollenspielerischer Interaktion und ökonomischer Strategie“). Das Computermagazin Compute! urteilte, dass “the best of flight simulation and role-playing come together in Space Rogue […] believably and with style” (deutsch: „[…] das beste von Flugsimulation und Rollenspiel in Space Rogue […] glaubwürdig und stilsicher zusammenkommt.“).

“I Thought Elite could never be beaten as the greatest ever space game, but after playing Space Rogue for hours on end I’ve changed my mind. This totally outclasses Elite and is the best Space Game for any machine!”

„Ich dachte, Elite könnte niemals als das beste Weltraumspiel aller Zeiten abgelöst werden, aber nachdem ich stundenlang Space Rogue gespielt habe, habe ich schließlich meine Meinung geändert. Dies hier schlägt Elite auf ganzer Linie und ist das beste Weltraumspiel für jede Maschine!“

Auch in der deutschen Spielepresse erhielt das Spiel gute Wertungen. Die 64’er vergab 8 von 10 Punkten, die ASM 7 von 12, und die Power Play 73 %.